# Trzęsienie ziemi w Peru (1970)
Trzęsienie ziemi w Peru (1970) – trzęsienie ziemi z dnia 31 maja 1970, które pochłonęło 66 000 ofiar.

## Trzęsienie ziemi
W dniu 31 maja 1970 roku w regionie Ancash w Peru o godz. 15:23 doszło do trzęsienia ziemi o sile 7,9 stopni w skali Richtera. Trzęsienie ziemi trwało 45 sekund. Na skutek wstrząsów powstała lawina, która zakryła miasteczko Yungay. Wiele budynków zostało zniszczonych. Zginęło 66 000 osób, 25 000 uznano za zaginionych, a 200 000 zostało rannych.